# Cyrtandra parviflora
Cyrtandra parviflora är en tvåhjärtbladig växtart som beskrevs av Charles Baron Clarke. Cyrtandra parviflora ingår i släktet Cyrtandra och familjen Gesneriaceae. Inga underarter finns listade i Catalogue of Life.